# Kamenný most ve Vamberku
Kamenný most ve Vamberku (nazývaný také Silniční most přes Zdobnici) je památkově chráněný kamenný silniční most přes řeku Zdobnici ve Vamberku v okrese Rychnov nad Kněžnou v Královéhradeckém kraji. Most je ozdoben osmi sochami a celoročně volně přístupný.

## Další informace
Kamenný most ve Vamberku je kamenný zděný obloukový silniční most s méně obvyklou sochařskou výzdobou. Most byl v západní části Vamberku vystavěn v letech 1864 až 1865 přes tok řeky Zdobnice. Most byl vysvěcením otevřen 5. června 1865. Přes most vede silnice s asfaltovou vozovkou z centra města. Most má tři oblouková klenbová pole a čtyři pilíře z opracovaných kamenných bloků. Dva pilíře jsou zapuštěné do břehů řeky a dva pilíře jsou v řece a ve směru proti toku jsou vytaženy do ostrého břitu. Mostní silnice je po obou stranách lemovaná úzkým chodníkem z žulových kostek. Celková délka mostu je asi 50 m, délka jednoho klenbového pole 13,6 m, celková šířka mostu včetně bočních čel je 9 m a výška mostu je cca 6 m. Pod mostem je na řece splav.
Oba boky mostu jsou osazeny osmi hranolovými podstavami a soklovými patkami s umístěnými pískovcovými sochami s náboženským motivem od sochaře Eduarda Harnacha, tj. sochy sv. Prokopa, sv. Vojtěcha, sv. Ludmily, sv. Václava, Krucifix, sv. Jana Nepomuckého, sv. Cyrila a sv. Metoděje.
Na hranolových postavách jsou uvedena jména výše zmíněných svatých a na Krucifixu je citován Biblický verš:
| „ | Já jsem cesta a pravda i život. Jan 14. 6. | “ |

## Galerie

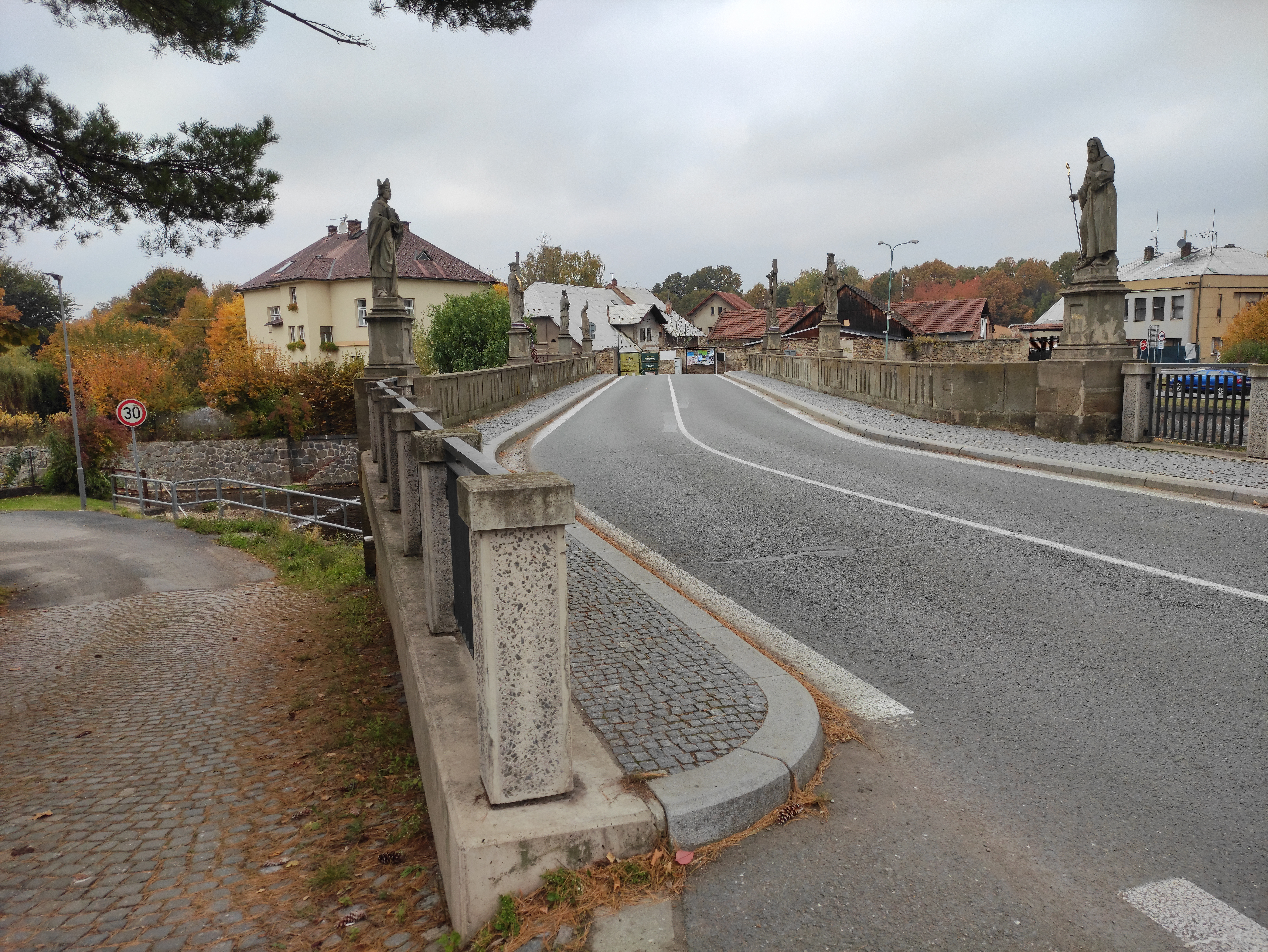
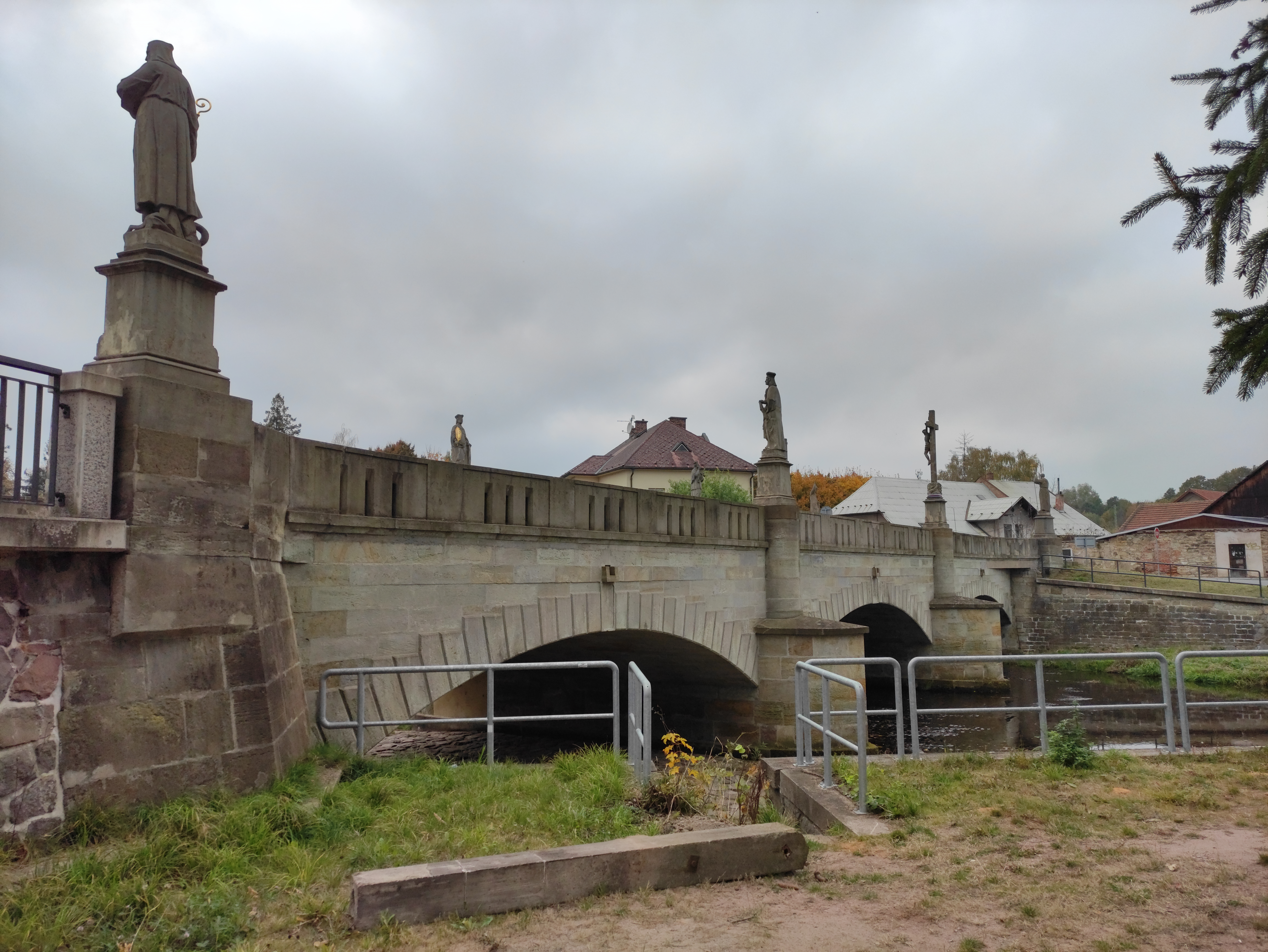
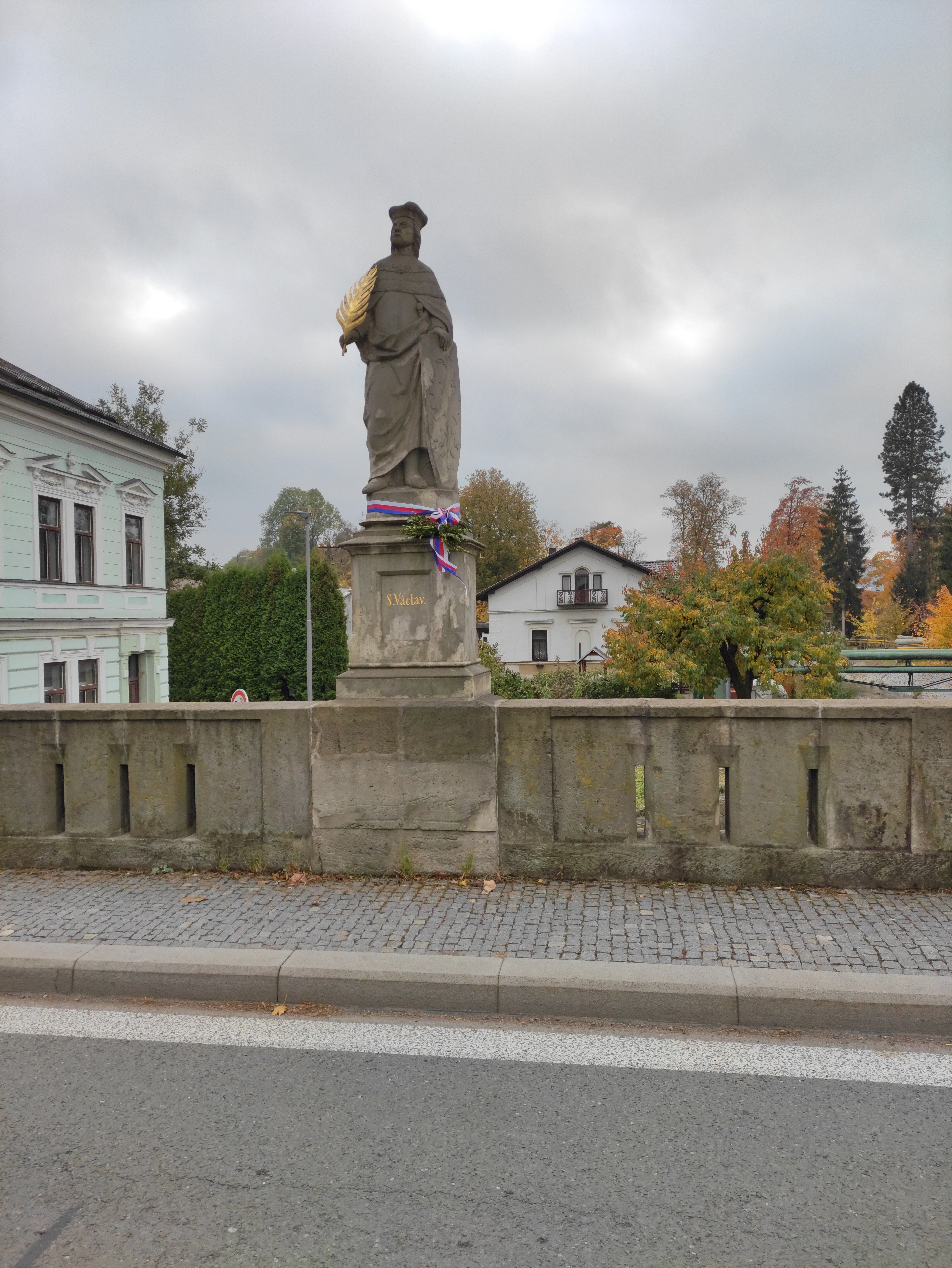
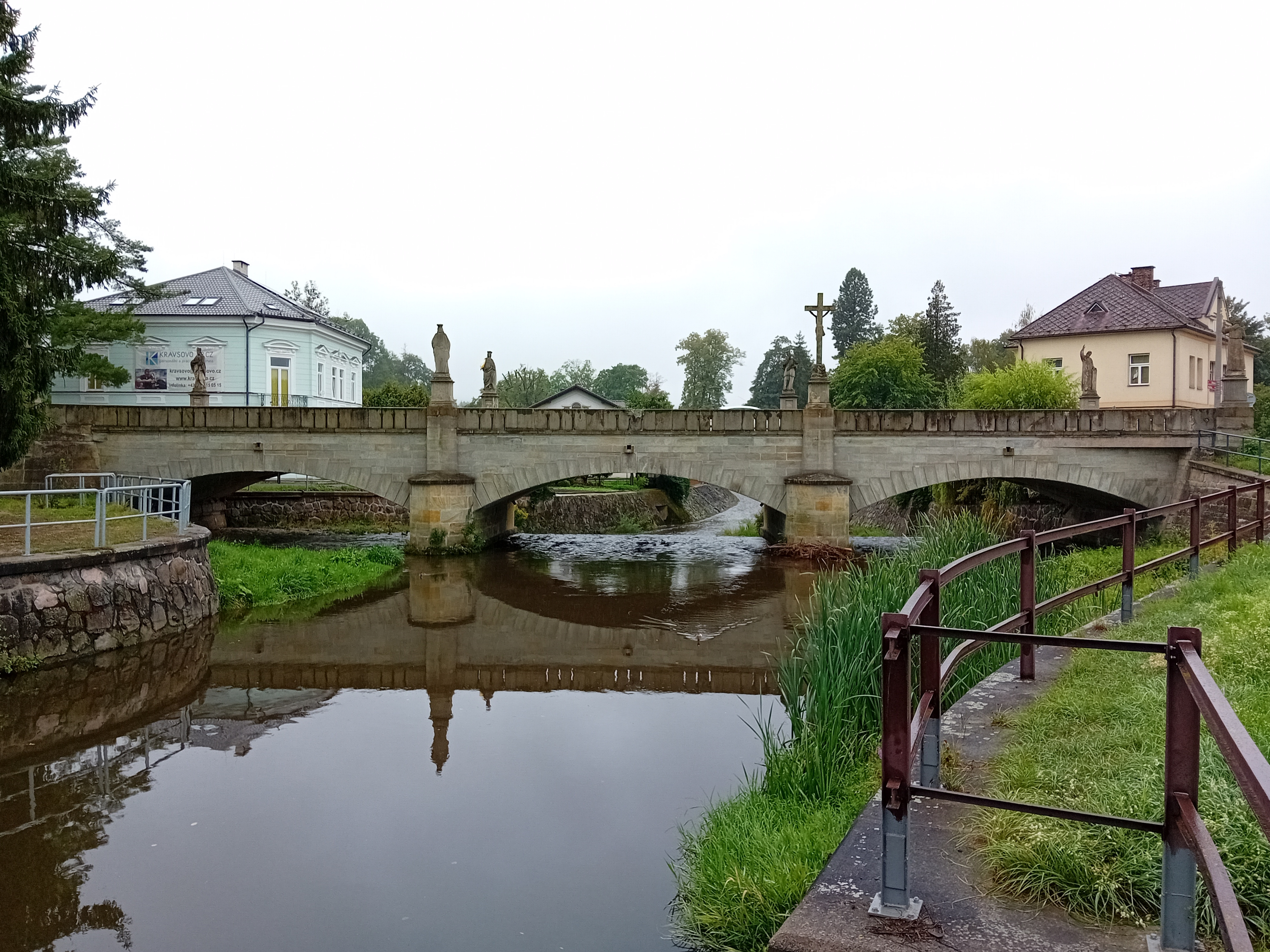